# Nova Pisocina, Horodok
Nova Pisocina (în ucraineană Нова Пісочна) este un sat în comuna Stara Pisocina din raionul Horodok, regiunea Hmelnîțkîi, Ucraina.

## Demografie
Componența lingvistică a localității Nova Pisocina
     Ucraineană (98,72%)
     Rusă (1,28%)
Conform recensământului din 2001, majoritatea populației localității Nova Pisocina era vorbitoare de ucraineană (98,72%), existând în minoritate și vorbitori de rusă (1,28%).